# Virelai
Il virelai è una forma poetico-musicale in uso nell'area francese settentrionale nel tardo Medioevo. Insieme con la balade e il rondeau, il virelai forma il gruppo delle tre principali chanson à forme fixe della lirica medievale in lingua d’oïl. 
Sull'origine del termine sono state formulate varie ipotesi: la più plausibile è quella di una formula a varianti allitterative (vireli/virela/virelai) che ricorre spesso nei refrain, probabilmente fondata sul verbo virer (girare) con allusione alla danza in tondo accompagnata dal canto del virelai.
Strutturalmente il virelai è analogo al rondeau, in quanto consiste nel succedersi di strofe, ciascuna delle quali ha un testo proprio, che si alternano con un refrain, il cui testo è sempre lo stesso. La differenza fra rondeau e virelai è di natura musicale: nel rondeau ci sono una melodia per il refrain e una, diversa, per le strofe; nel virelai la prima parte della strofa ha melodia propria, mentre la seconda parte riprende la melodia del refrain.
Fra i compositori di virelai spicca il nome di Guillaume de Machaut, del quale ci sono pervenute 33 composizioni di questo genere. Altri autori di rilievo sono Jehannot de l'Escurel e Guillaume Dufay, autore quest'ultimo di 4 virelai polifonici. Con Dufay la storia di questo genere poetico-musicale sostanzialmente ha termine, sopravvivendo unicamente attraverso l'influsso esercitato sulla ballata dell'Ars nova italiana e sul villancico.

## Esempio
Douce Dame Jolie di Guillaume de Machaut
Douce dame jolie,
Pour Dieu ne pensés mie
Que nulle ait signorie
Seur moy fors vous seulement.
Qu'adès sans tricherie
Chierie
Vous ay et humblement
Tous les jours de ma vie
Servie
Sans villain pensement.
Helas! et je mendie
D'esperance et d'aïe;
Dont ma joie est fenie,
Se pité ne vous en prent.
Douce dame jolie,
Pour Dieu ne pensés mie
Que nulle ait signorie
Seur moy fors vous seulement.